# Peru na Letních olympijských hrách 1988
Peru se účastnilo Letní olympiády 1988 v jihokorejském Soulu v 7 sportech. Zastupovalo ho 21 sportovců (7 mužů a 14 žen).

## Medailisté
| Medaile | Jméno | Sport    | Soutěž     |
| ------- | --- | -------- | ---------- |
| Stříbro | Luisa Cervera Alejandra de la Guerra Denisse Fajardo Miriam Gallardo Rosa García Sonia Heredia Kathy Horny Natalia Málaga Gabriela Pérez del Solar Cecilia Taitová Gina Torrealva Cenaida Uribe | Volejbal | turnaj žen |